# Transilien

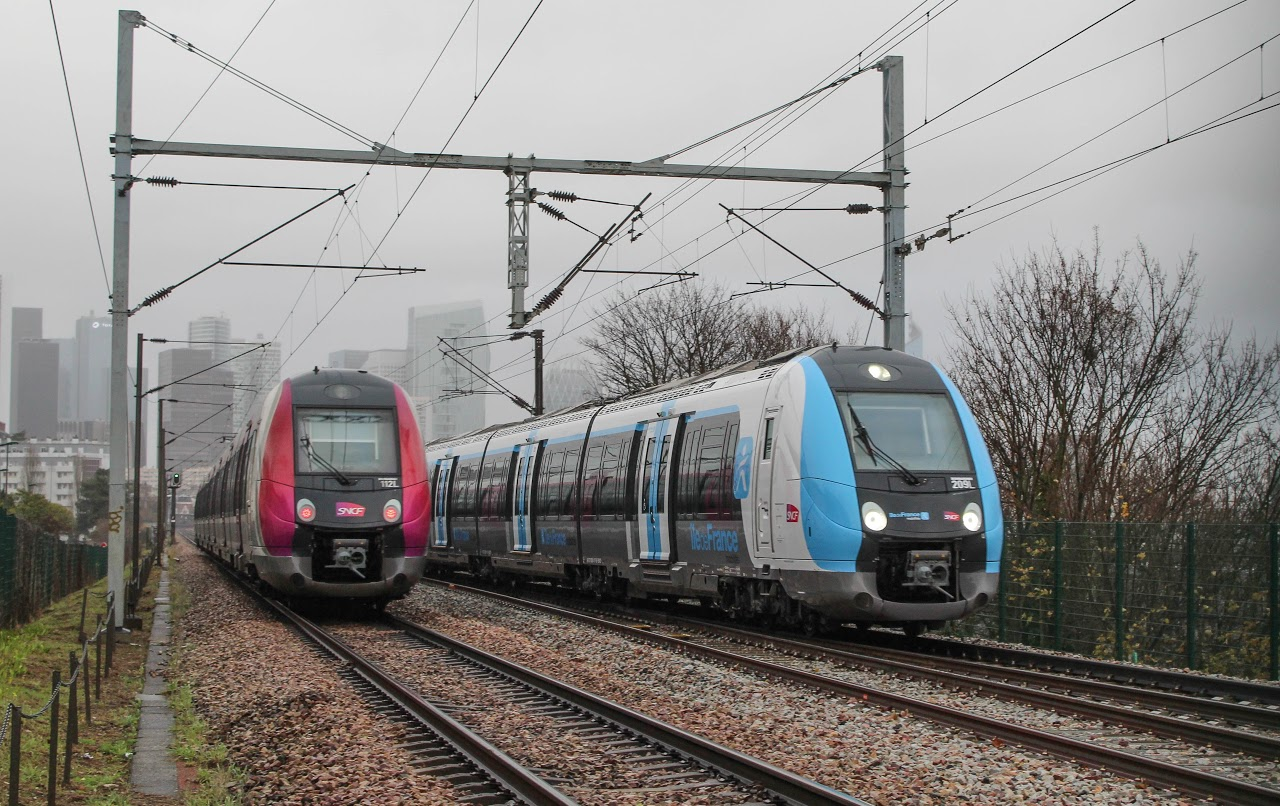
Jednotky Z 50000 nasazené na linku L

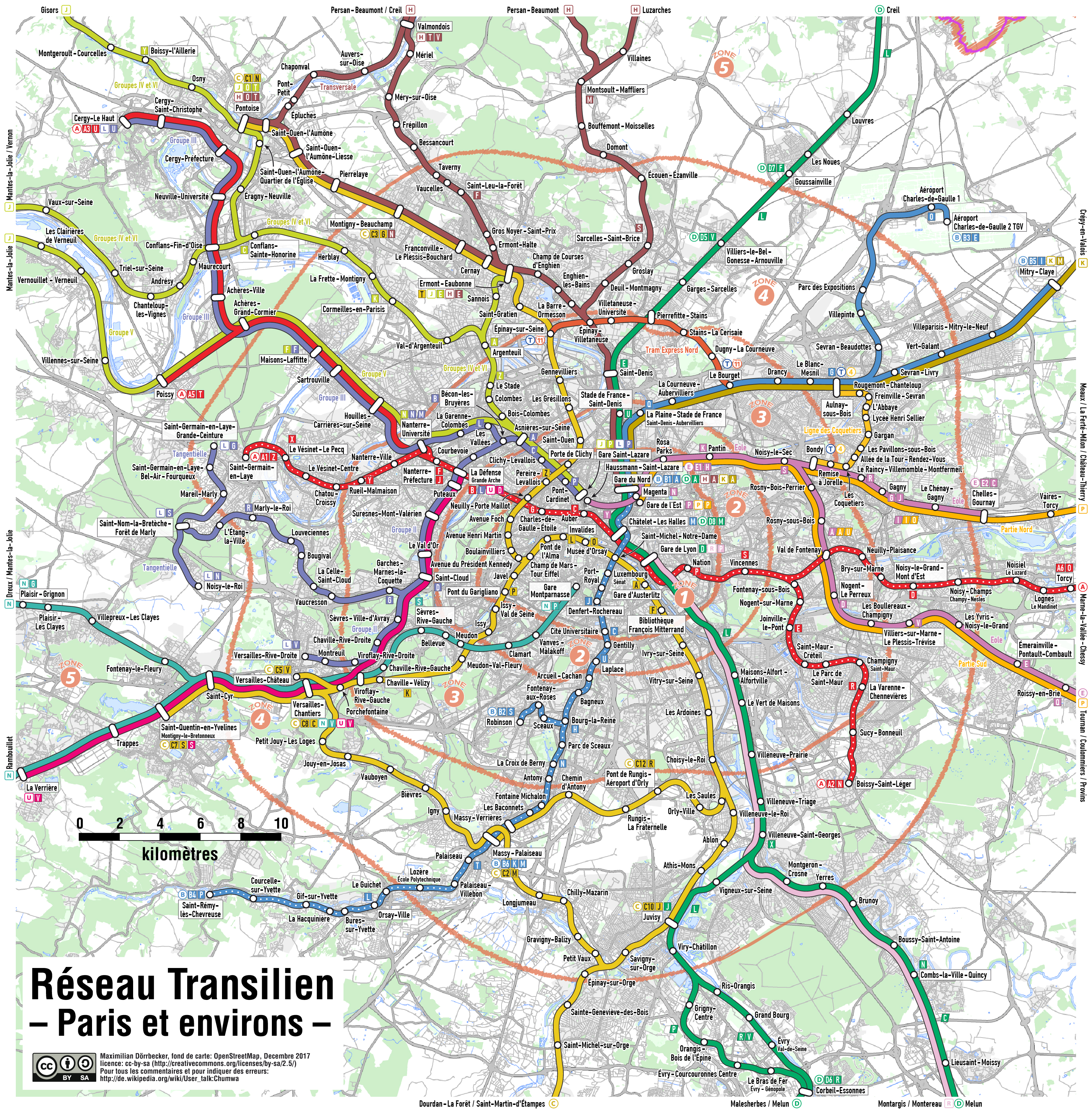
Transilien na území Paříže

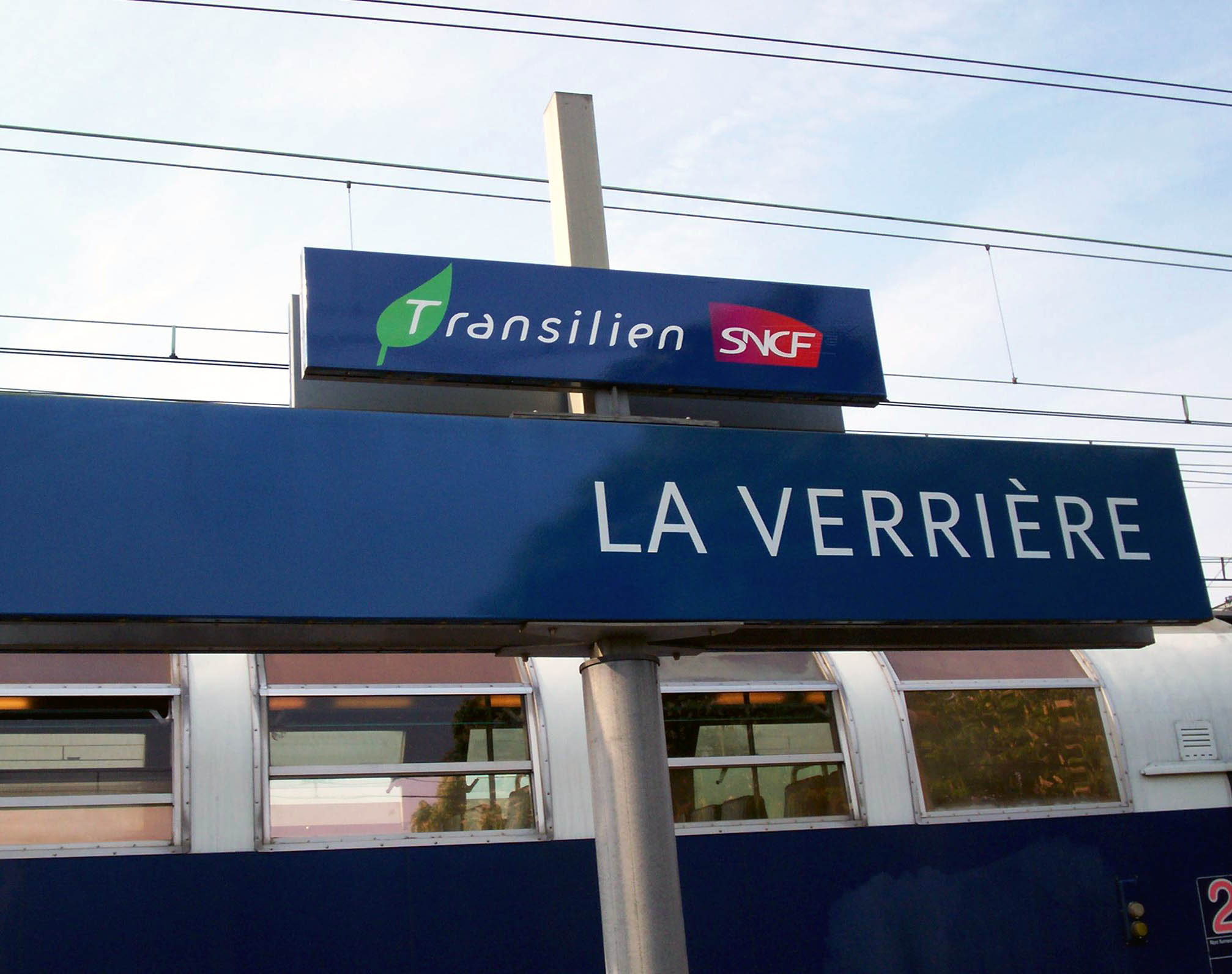
Označení železniční stanice Transilien

Transilien je obchodní jméno příměstské železniční sítě, kterou provozují výhradně francouzské dráhy (SNCF) v Paříži a regionu Île-de-France. Jedná se o regionální vlaky, které vyjíždějí do značných vzdáleností od hlavního města. Na rozdíl od vlaků RER neprotínají centrum Paříže, ale mají svou konečnou vždy na jednom z hlavních pařížských nádraží. V roce 2012 přepravily spoje sítě Transillien každý den 2,9 milionu cestujících. Síť Transilien měří 1294 km a má 392 stanic. Denně vyjíždí přes 7 500 vlaků, což představuje třetinu železniční dopravy v celé Francii. Vlaky jsou v provozu 365 dní v roce od 5 hodin ráno do 0:30 v noci. V informačním systému pařížské MHD je přestup na tyto linky značen lokomotivou na kolejích a barevnými písmeny ve čtvercích se zaoblenými rohy.

## Historie
První linka do pařížských předměstí byla otevřena již 26. srpna 1837. Vedla z nádraží Paris-St-Lazare do města Le Pecq západně od Paříže. 1. října 1972 se z této linky stala linka RER A. Úspěch v provozu znamenal rozšíření i dalších linek, především pak výstavbu sítě RER od 60. let 20. století. Značka Transilien byla poprvé oficiálně představena 20. září 1999.
Z důvodu přestavby a modernizace trati přestala linka L v červnu roku 2019 obsluhovat trať Noisy-le-Roi — Saint-Germain-en-Laye. Provoz na tomto úseku převzala 6. července 2022 nová vlakotramvajová linka 13. V souvislosti s reorganizací provozu jižních větví RER C a spuštěním linky T12 vznikla na konci roku 2023 nová linka s označením V, která propojila stanice Massy-Palaiseau a Versailles-Chantiers. Linka však bude v provozu jen dočasně, neboť Île-de-France Mobilités plánuje prodloužení linky T12 z Massy až do Versailles.
Na trati Esbly — Crécy-la-Chapelle, kde od 4. července 2011 jezdí vlakotramvaje, došlo 22. března 2025 organizační změně. Od toho data nejsou spoje vedeny jako linka P systému Transilien, ale jako tramvajová linka T14.

## Současnost
Transilien v širším slova smyslu zahrnuje všech pět linek RER (A a B jsou provozovány společně s RATP) a také vlakotramvajové linky T4, T11, T12 a T13. Celá síť je rozdělena do pěti základních oblastí (regionů), které vycházejí z předpisů SNCF a neodpovídají proto hranicím departementů. Linka U jako jediná spadá pod dva regiony. Jednotlivé linky jsou (obdobně jako u RER) značené písmeny odlišných barev, jen místo v kruhu jsou umístěny ve čtverci se zaoblenými hranami.

## Regiony Transilien
| Region             | Linka | Trasy | Rok otevření                    | Délka v km | Počet stanic | Vozový park                     |
| ------------------ | ----- | --- | ------------------------------- | ---------- | ------------ | ------------------------------- |
| Paris-Nord         |       | Paris-Nord — Pontoise Paris-Nord — Persan - Beaumont Paris-Nord — Luzarches Pontoise — Creil                                             | 1846 (trať) 2001 (Transilien H) | 138        | 46           | Z 50000                         |
| Paris-Nord         |       | Paris-Nord — Crépy-en-Valois | 1860 (trať) 2004 (Transilien K) | 61         | 10           | Z 50000                         |
| Paris-Saint-Lazare |       | Paris-Saint-Lazare — Ermont–Eaubonne Paris-Saint-Lazare — Gisors Paris-Saint-Lazare — Vernon                                             | 1837 (trať) 2004 (Transilien J) | 256        | 52           | BB 27300 + VB 2N Z 50000        |
| Paris-Saint-Lazare |       | Paris-Saint-Lazare — Cregy-le-Haut Paris-Saint-Lazare — Saint-Nom-la-Bretèche–Forêt de Marly Paris-Saint-Lazare — Versailles-Rive-Droite | 1837 (trať) 2004 (Transilien L) | 76         | 36           | Z 50000                         |
| Paris-Saint-Lazare |       | La Défense — La Verrière (úsek La Défense — Viroflay)                                                                                    | 1995 (trať) 2004 (Transilien U) | 31         | 11           | Z 8800                          |
| Paris Sud-Est      |       | Paris-Gare-de-Lyon — Montargis Paris-Gare-de-Lyon — Montereau                                                                            | 1849 (trať) 2004 (Transilien R) | 24         | 164          | Z 5600 Z 20500 Z 57000          |
| Paris Rive-Gauche  |       | Paris-Montparnasse — Mantes-la-Jolie Paris-Montparnasse — Dreux Paris-Montparnasse — Rambouillet                                         | 1840 (trať) 2004 (Transilien N) | 35         | 117          | Z 57000                         |
| Paris Rive-Gauche  |       | La Défense — La Verrière (úsek Viroflay — La Verrière)                                                                                   | 1995 (trať) 2004 (Transilien U) | 31         | 10           | Z 8800                          |
| Paris Rive-Gauche  |       | Massy-Palaiseau — Versailles-Chantiers                                                                                                   | 1883 (trať) 2023 (Transilien V) | 15         | 7            | Z 5600, Z 8800 Z 20500, Z 20900 |
| Paris-Est          |       | Paris-Est — La Ferté-Milon Paris-Est — Château-Thierry Paris-Est — Coulommiers Paris-Est — Provins                                       | 1849 (trať) 2004 (Transilien P) | 40         | 252          | B 82500, Z 20500 Z 50000        |

## Budoucnost
Na konci roku 2026 bude linka RER E prodloužena ze současné konečné Nanterre-La Folie do Mantes-la-Jolie přes Poissy. Nahradí tak jednu z větví linky Transilien J, která tak bude do měst Mantes-la-Jolie a Vernon jezdit pouze po trati přes Conflans-Sainte-Honorine.
V prosinci 2018 byla kvůli častým nepravidelnostem provedena úprava provozu linky RER D, která spočívala ve zrušení přímých spojení mezi Paříží a městy Malesherbes a Melun (trasa přes Corbeil-Essonnes). Aby cestující nemuseli v Corbeil-Essonnes či Juvisy-sur-Orge přestupovat, bude od prosince 2024 zavedena nová linka Transilien S, která bude mít trasu Paris-Gare-de-Lyon — Corbeil-Essonnes — Malesherbes.

## Galerie

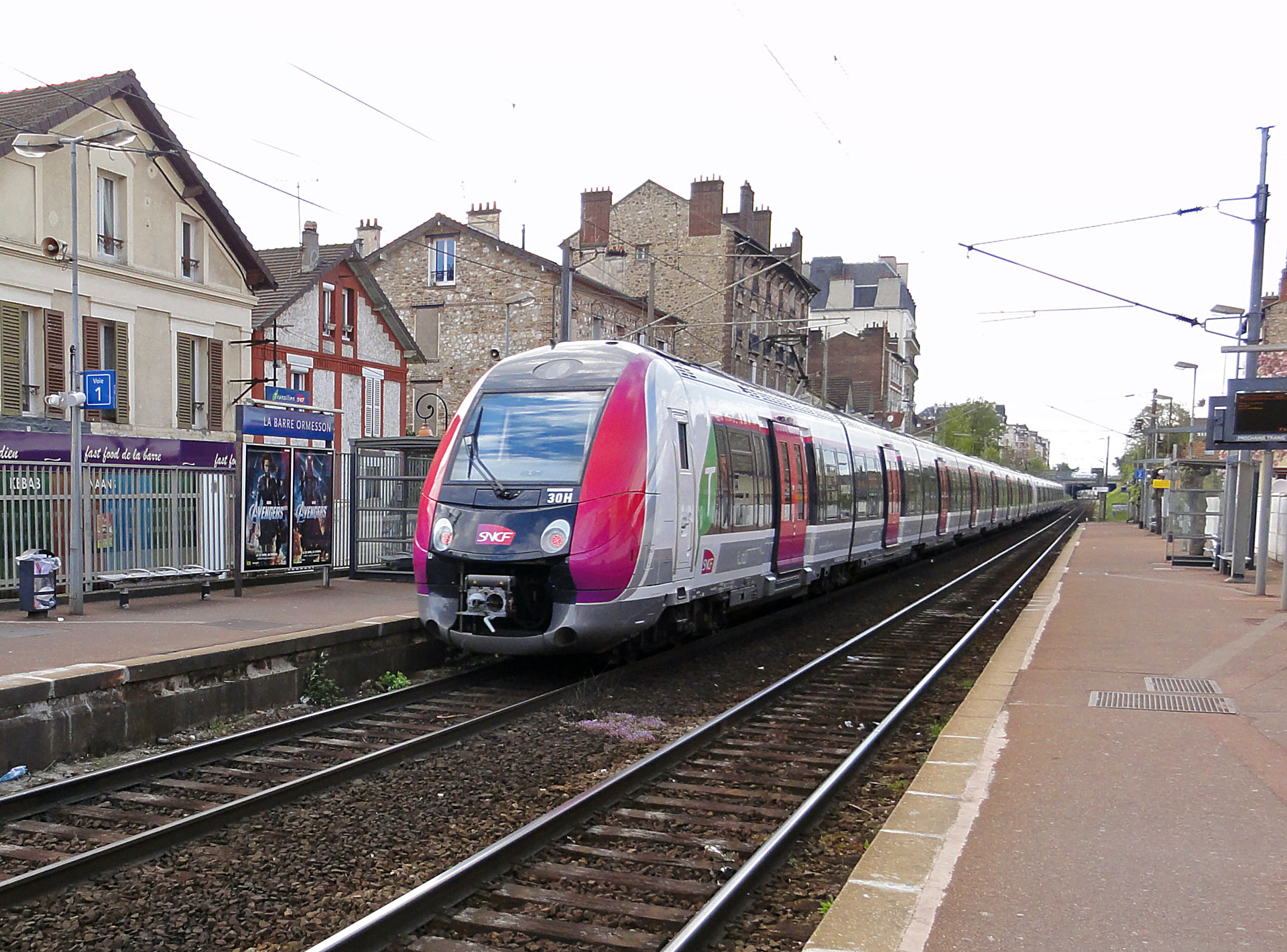
Jednotka Z 50000 na lince H
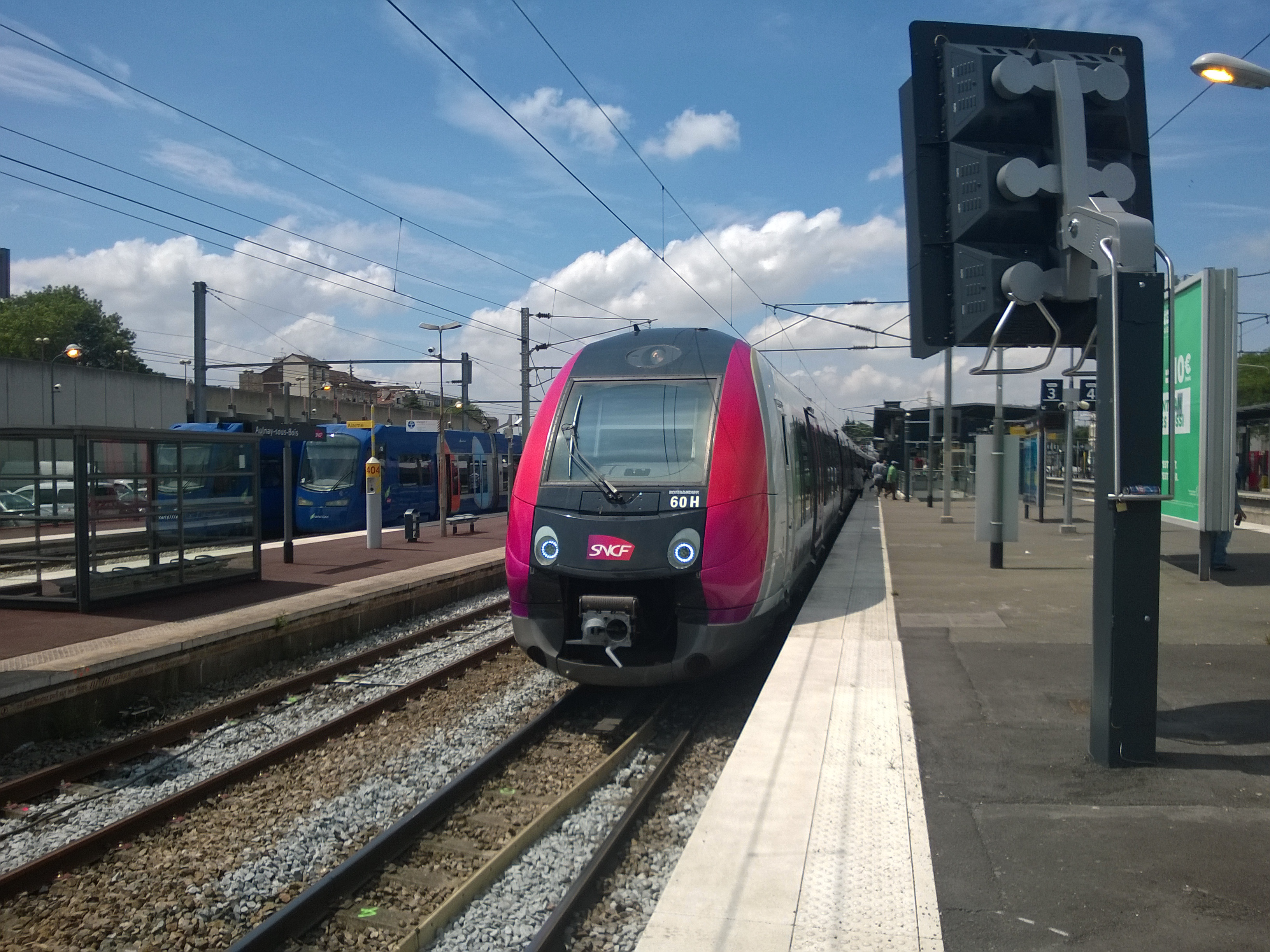
Jednotka Z 50000 na lince K ve stanici Aulnay-sous-Bois
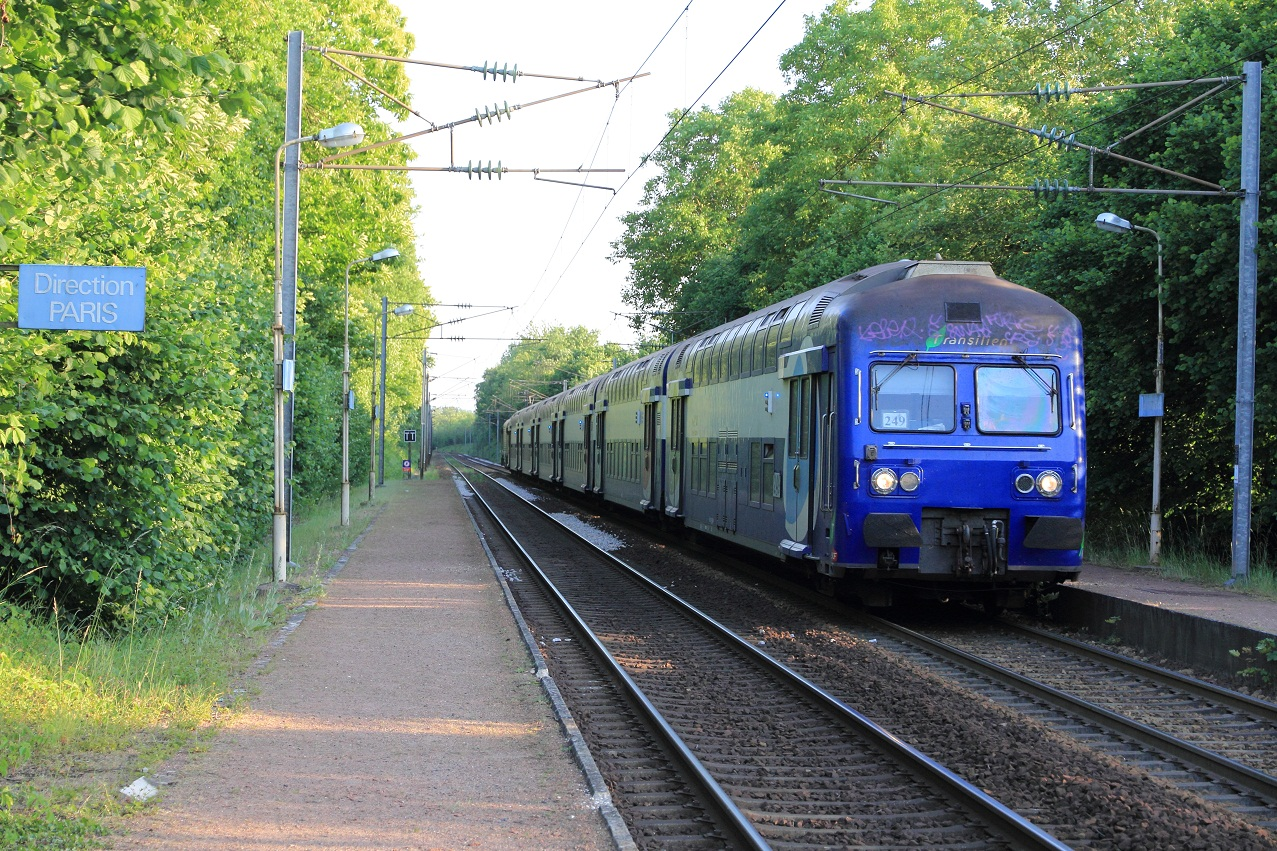
Patrová jednotka VB 2N na lince J
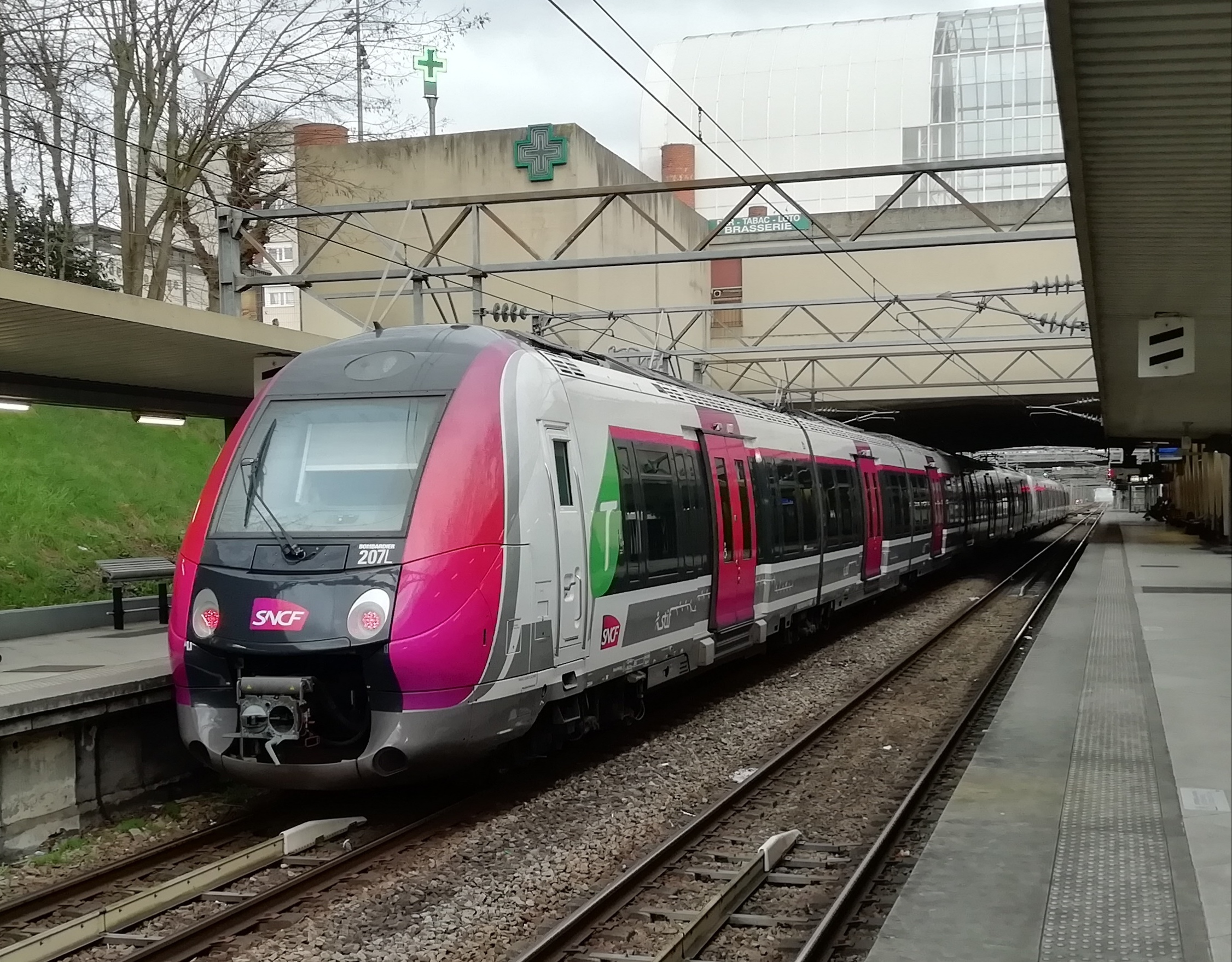
Dvojce jednotek Z 50000 na lince L ve stanici Cergy-Saint-Christophe
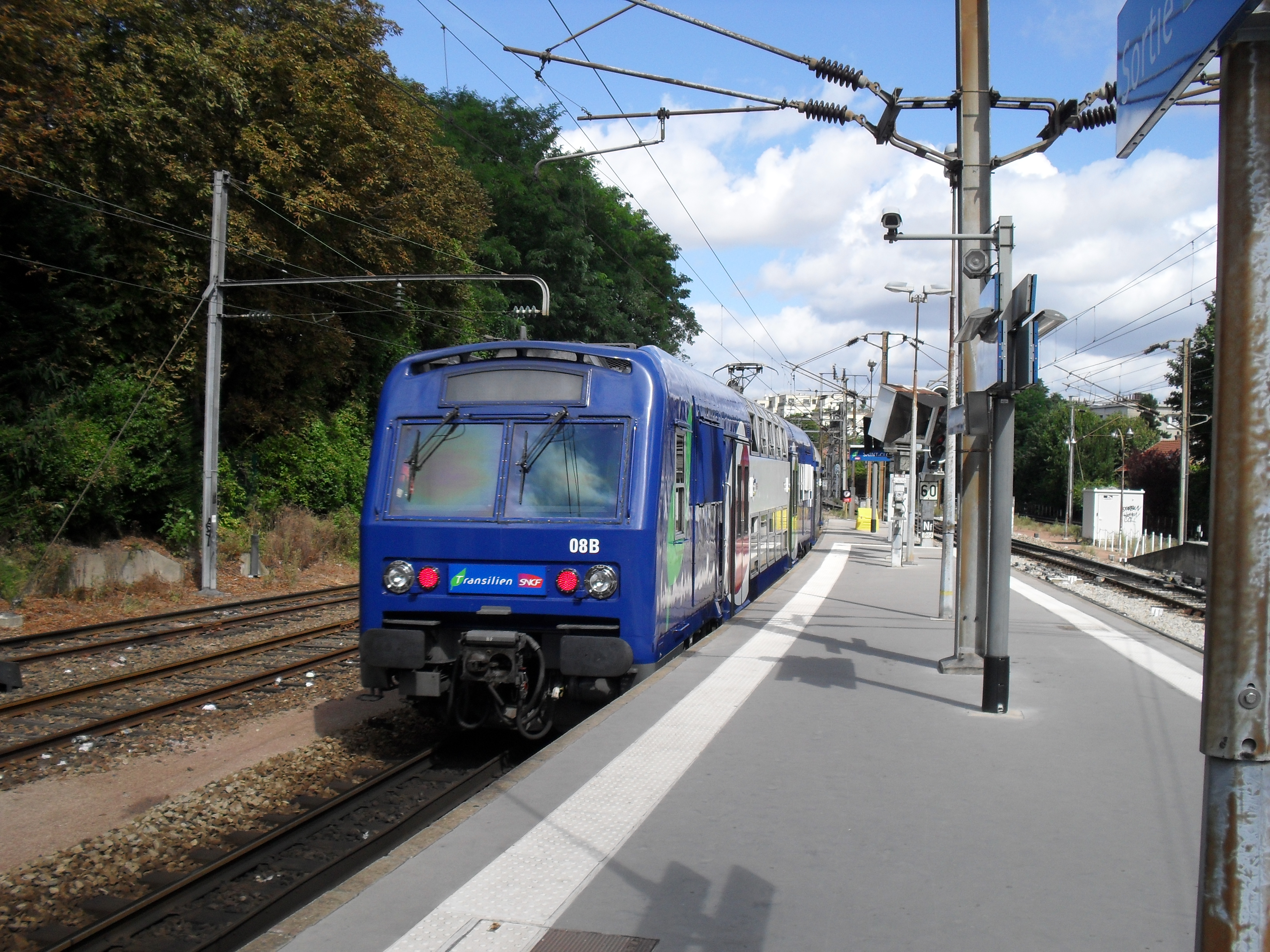
Patrová jednotka Z 8800 ve stanici Saint-Cloud na lince U
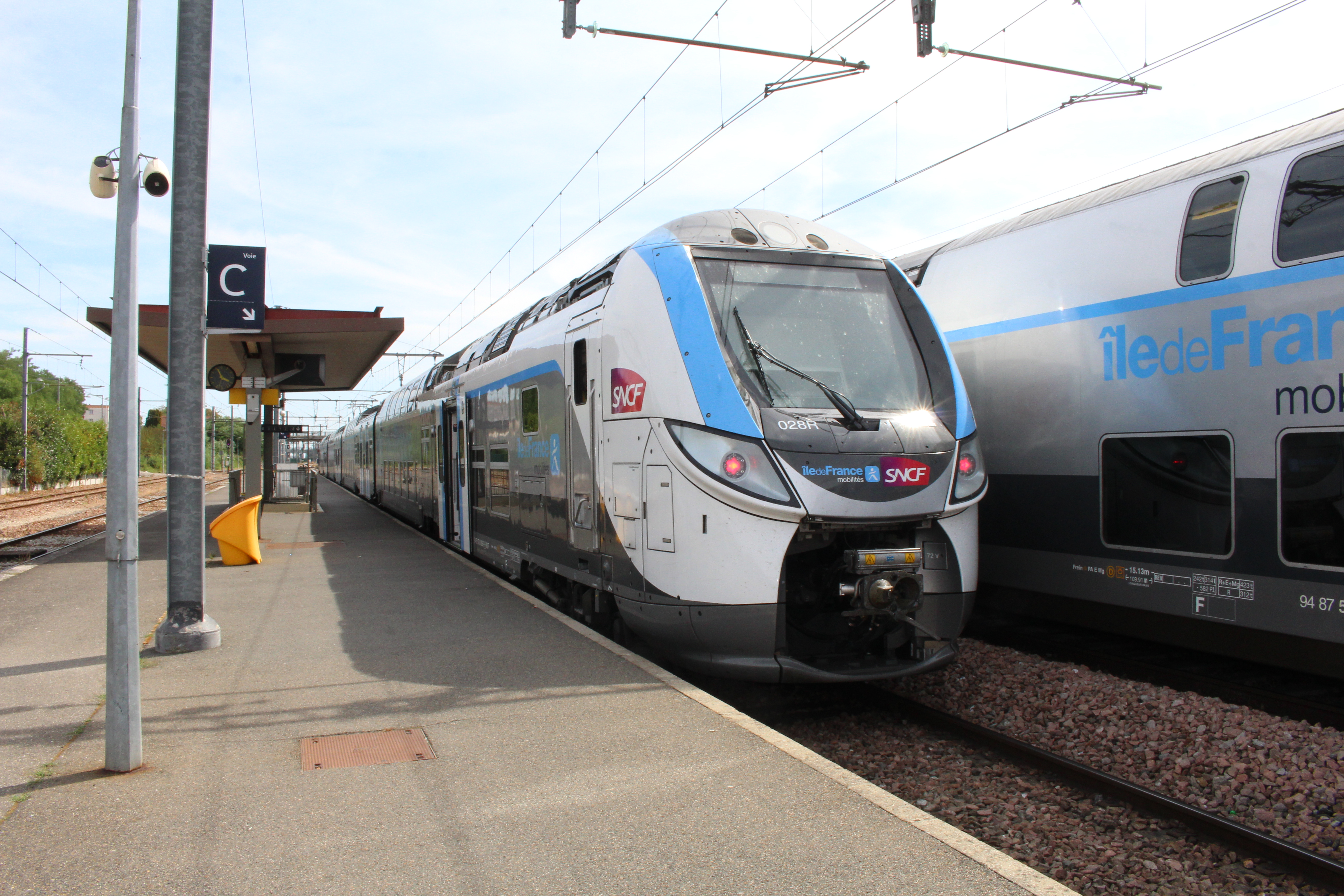
Jednotky Z 57000 ve stanici Montargis na lince R
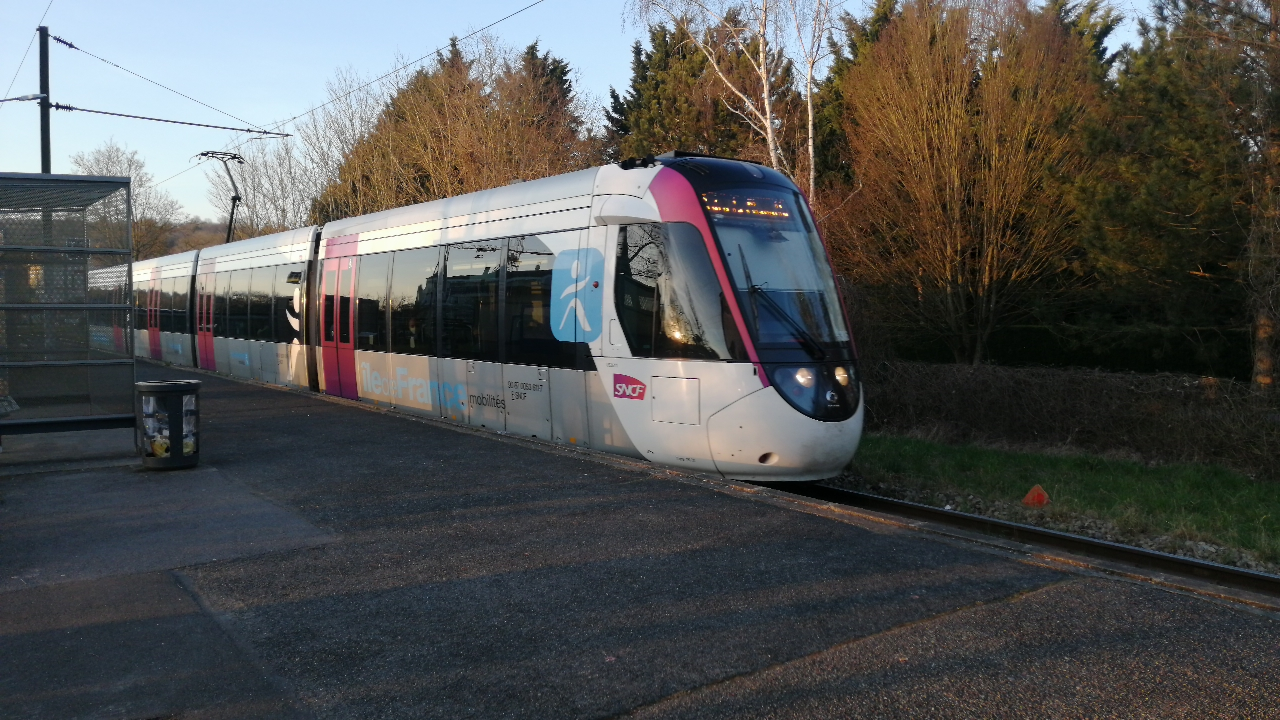
Vlakotramvaje obsluhují úsek Esbly — Crécy-la-Chapelle na lince P
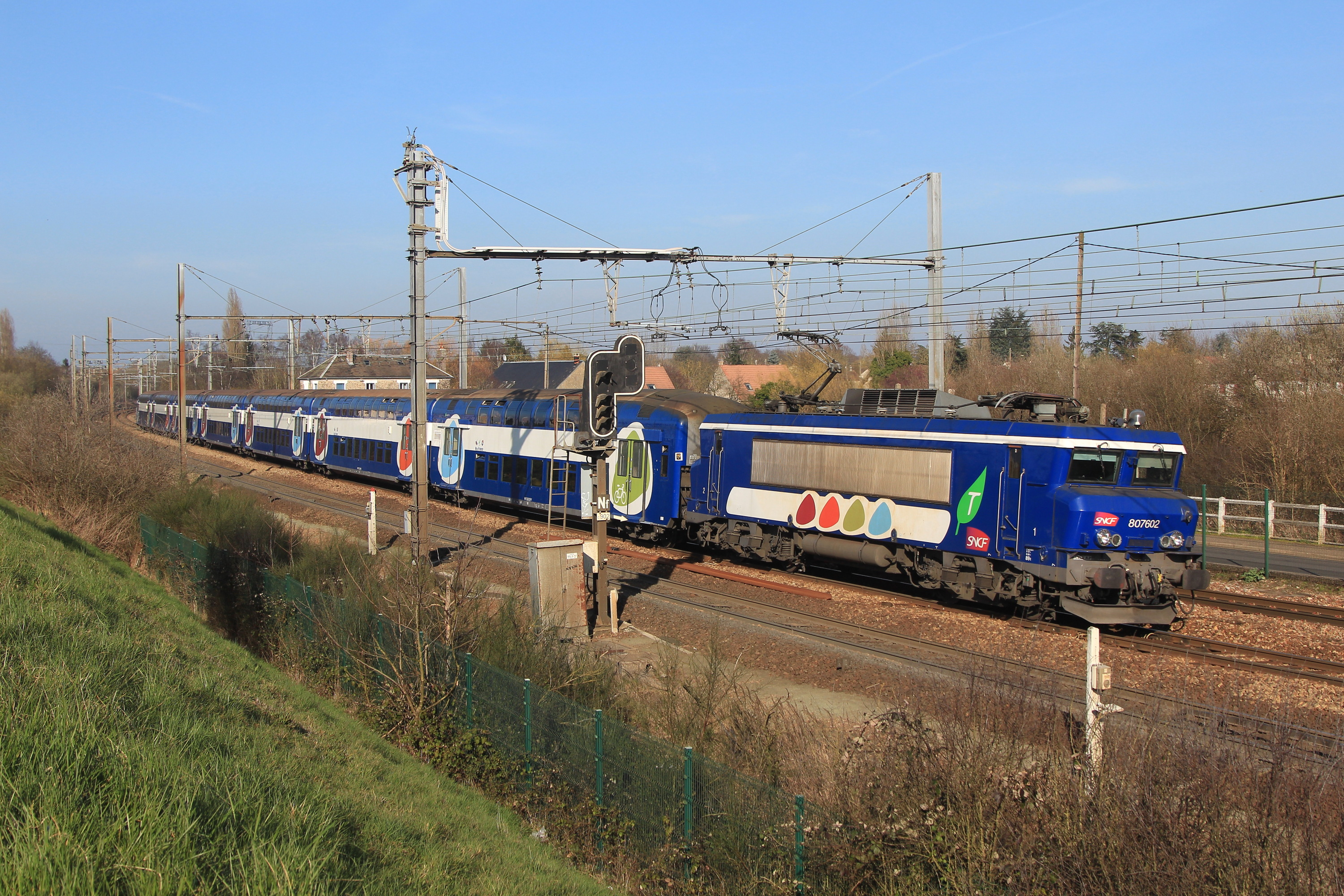
Lokomotiva BB 7600 s jednotkou VB 2N na lince N